# Doug Drexler

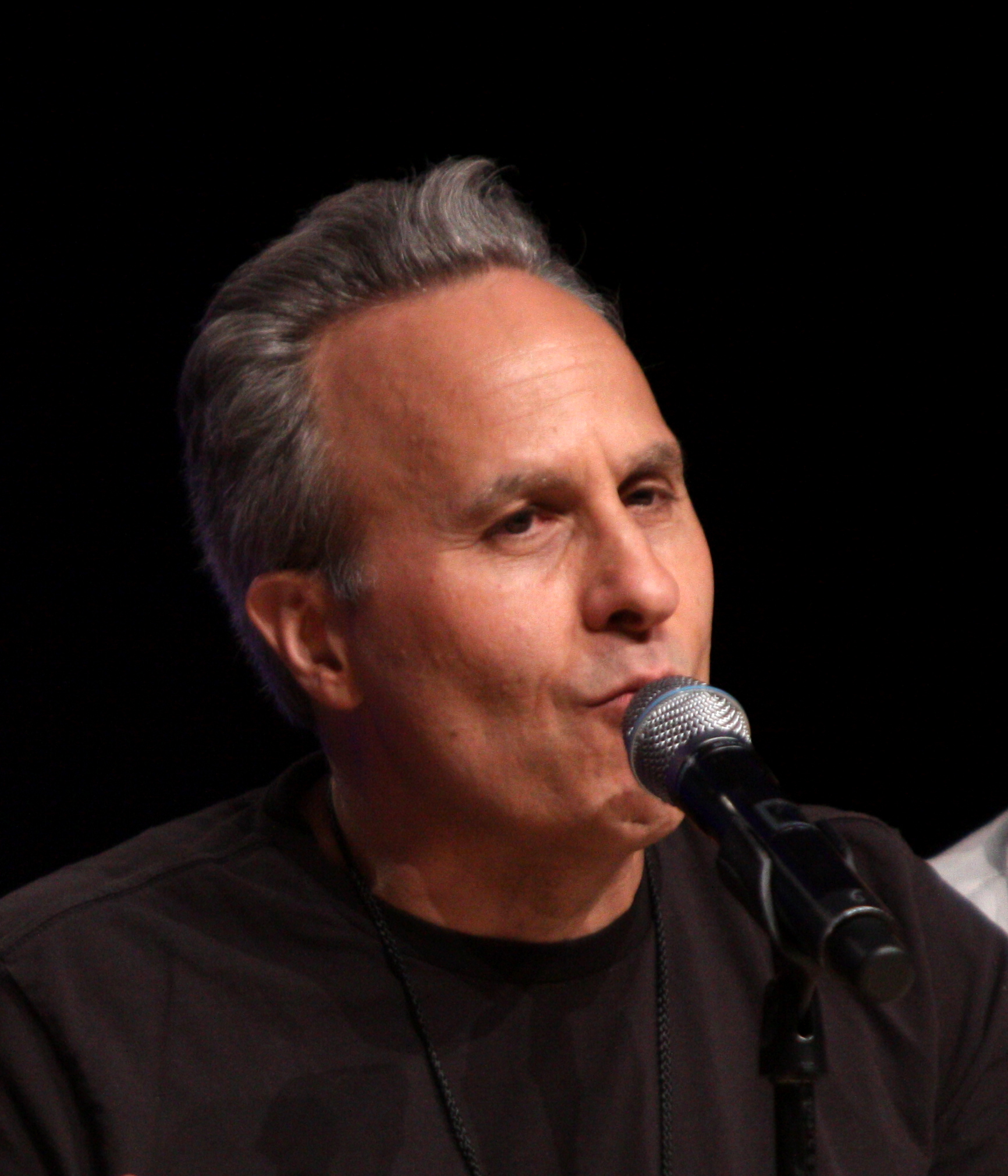
Doug Drexler, 2013

Doug Drexler ist ein Maskenbildner und Spezialeffektkünstler.

## Leben
Drexler begann seine Karriere im Filmstab 1983 als im Abspann nicht genannter Spezialeffekt-Maskenbildner beim Horrorfilm Begierde von Tony Scott. Er war in der Folge als Maskenbildner und Spezialeffektkünstler an einer Reihe von Hollywoodproduktionen tätig, darunter Starman, Manhunter – Roter Drache und Eine verhängnisvolle Affäre. 1991 wurde er für Warren Beattys Comicverfilmung Dick Tracy zusammen mit John Caglione Jr. mit dem Oscar in der Kategorie Bestes Make-up und beste Frisuren ausgezeichnet. Zudem gewannen beide für Dick Tracy bei den im selben Jahr abgehaltenen BAFTA Film Awards die Auszeichnung in der Kategorie beste Maske.
Neben seinen Engagements beim Film war Drexler auch für das Fernsehen tätig, insbesondere für das Science-Fiction-Franchise Star Trek. Er arbeitete zunächst an der Serie Raumschiff Enterprise – Das nächste Jahrhundert und anschließend an Star Trek: Deep Space Nine. Es folgten die Spielfilme Star Trek: Treffen der Generationen, Star Trek: Der erste Kontakt, Star Trek: Der Aufstand und Star Trek: Nemesis; schließlich war er als Berater für das Remastering von Raumschiff Enterprise und den visuellen Effekten der Director’s Edition von Star Trek: Der Film tätig. Er war zwischen 1990 und 2013 acht Mal für einen Primetime Emmy nominiert, den er zwei Mal gewinnen konnte; beide Preise erhielt er für sein Wirken an der Serie Battlestar Galactica.

## Filmografie (Auswahl)
- 1983: Begierde (The Hunger)
- 1983: Amityville III (Amityville 3-D)
- 1984: Starman
- 1986: Manhunter – Roter Drache (Manhunter)
- 1987: Eine verhängnisvolle Affäre (Fatal Attraction)
- 1990: Dick Tracy
- 1990: Drei Männer und eine kleine Lady (3 Men and a Little Lady)
- 1991: For the Boys – Tage des Ruhms, Tage der Liebe (For the Boys)
- 1992: Wie ein Licht in dunkler Nacht (Shining Through)
- 1994: Star Trek: Treffen der Generationen (Star Trek Generations)
- 1996: Star Trek: Der erste Kontakt (Star Trek: First Contact)
- 1998: Star Trek: Der Aufstand (Star Trek: Insurrection)
- 2002: Star Trek: Nemesis (Star Trek Nemesis)
- 2011: Drive Angry

## Auszeichnungen (Auswahl)
- 1991: Oscar in der Kategorie Bestes Make-up und beste Frisuren für Dick Tracy
- 1991: BAFTA-Film-Award-Nominierung in der Kategorie beste Maske für Dick Tracy